# Antoine Brun (Diplomat)

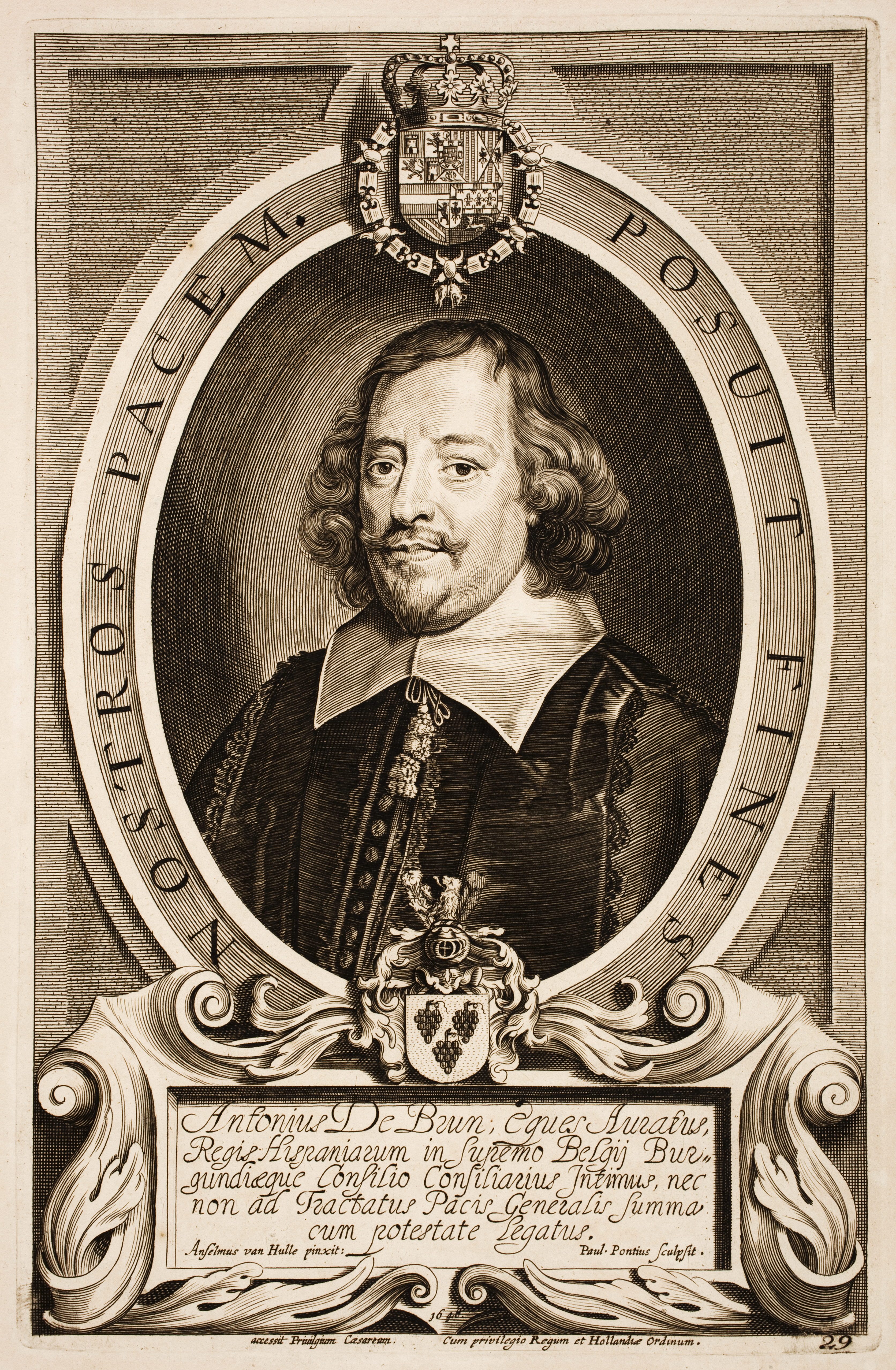
Antoine de Brun, Ritter vom Goldenen Sporn, Geheimer Rat im Hohen Rat der Niederlande und Burgund, auch mit bevollmächtigter Gesandter zum Allgemeinen Friedensvertrag

Antoine Brun (* 29. Juni 1599 in Dole, Freigrafschaft Burgund; † 2. Januar 1654 in Den Haag, Vereinigte Niederlande), später Baron de Brun, war Anwalt in Dole und Diplomat im Diensten der Habsburger. Als Diplomat nahm er als spanischer Gesandter für Burgund bei den Verhandlungen zum Westfälischen Frieden teil.

## Leben
Er stammte aus der Familie des Claude Brun († 1621), Parlamentsrat zu Dole, und der Marie Dard. Bereits als Student übersetzte er die Briefe des Philosophen Justus Lipsius und gab diese 1619 heraus, 1622 wurde er zum Dr. jur. promoviert und Anwalt in seiner Vaterstadt. Ab 1626 übernahm er diplomatische Missionen, die ihn u. a. 1627–1629 nach Brüssel führten, der Hauptstadt der Spanischen Niederlande. 1632 wurde er Procureur Générale beim Parlament zu Dole. Als Richelieu 1636 die Freigrafschaft Burgund angreifen ließ, organisierte er in Dole erfolgreich den Abwehrkampf. 1640–41 nahm er für Burgund am Reichstag teil, um anschließend als Gesandter am Hof Kaiser Ferdinands III. zu wirken, der ihn als Ritter vom Goldenen Sporn adelte.

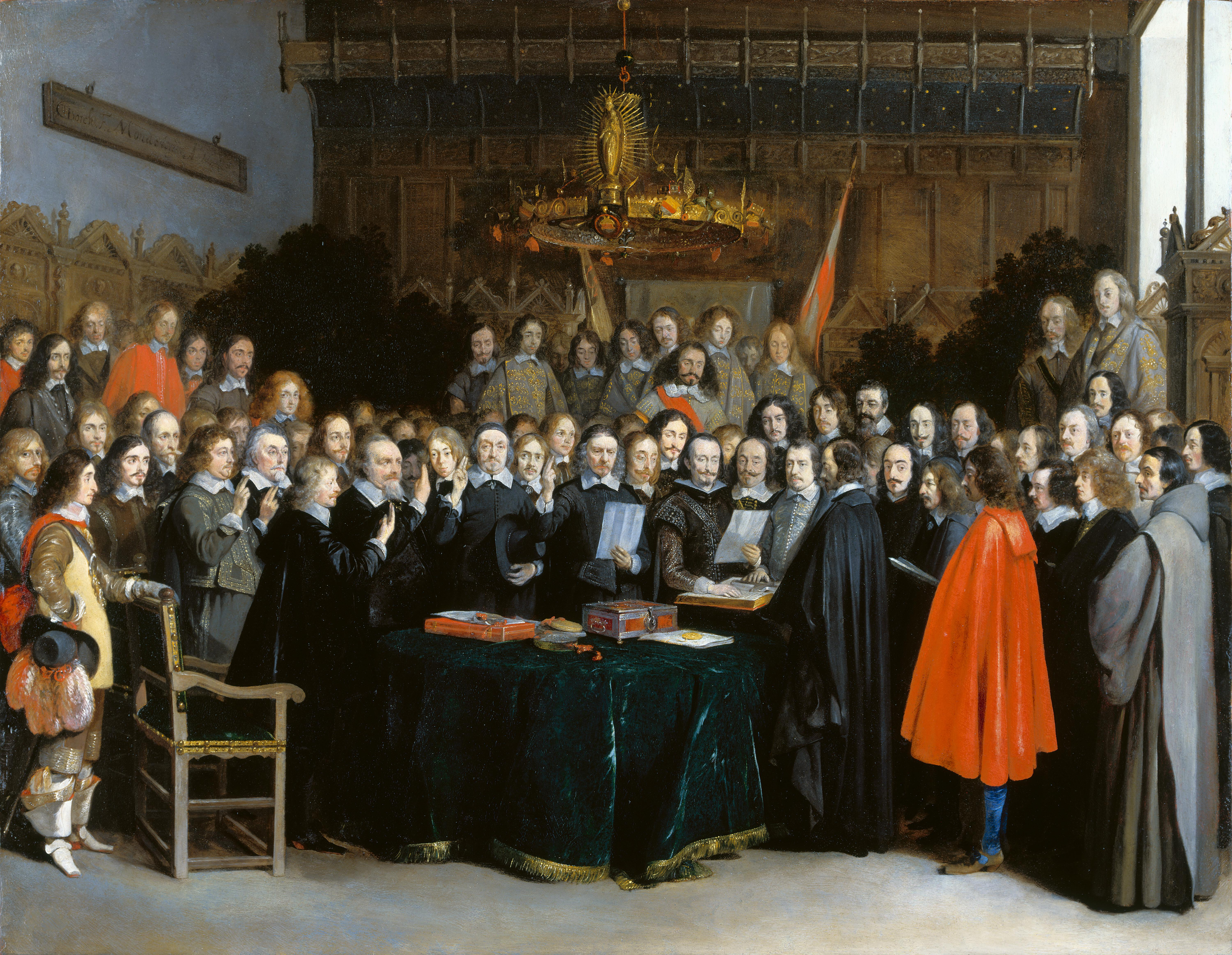
Gerard ter Borch: Friede von Münster, 1648

1642 wurde er von Philipp von Spanien in den Staatsrat von Flandern und Burgund berufen und im darauffolgenden Jahr 1643 zum Friedensgesandten in Münster ernannt, wo er am 28. Oktober 1643 eintraf. Auf dem Kongress galt er „als einer der fähigsten Vertreter der spanischen Krone“. Nach Unterzeichnung des Spanisch-Niederländischen Vertrages bereiste er vom 9. Februar bis zum 30. März 1648 die Niederlande. Am 15. Mai 1648 eröffnete er die Ratifikation des Friedensvertrags mit einer Ansprache. Er erscheint auch auf Gerard ter Borchs Gemälde Friede von Münster.
Seit Juni 1649 amtierte Brun als spanischer Botschafter bei den Generalstaaten der Niederlande, ohne aber wegen der Finanzknappheit des spanischen Königs die für ein solches Amt nötige Repräsentation entfalten zu können. 1653 wurde er zum Baron ernannt. 1654 starb er in Den Haag und wurde in Mechelen beerdigt.